# 南湾猴岛

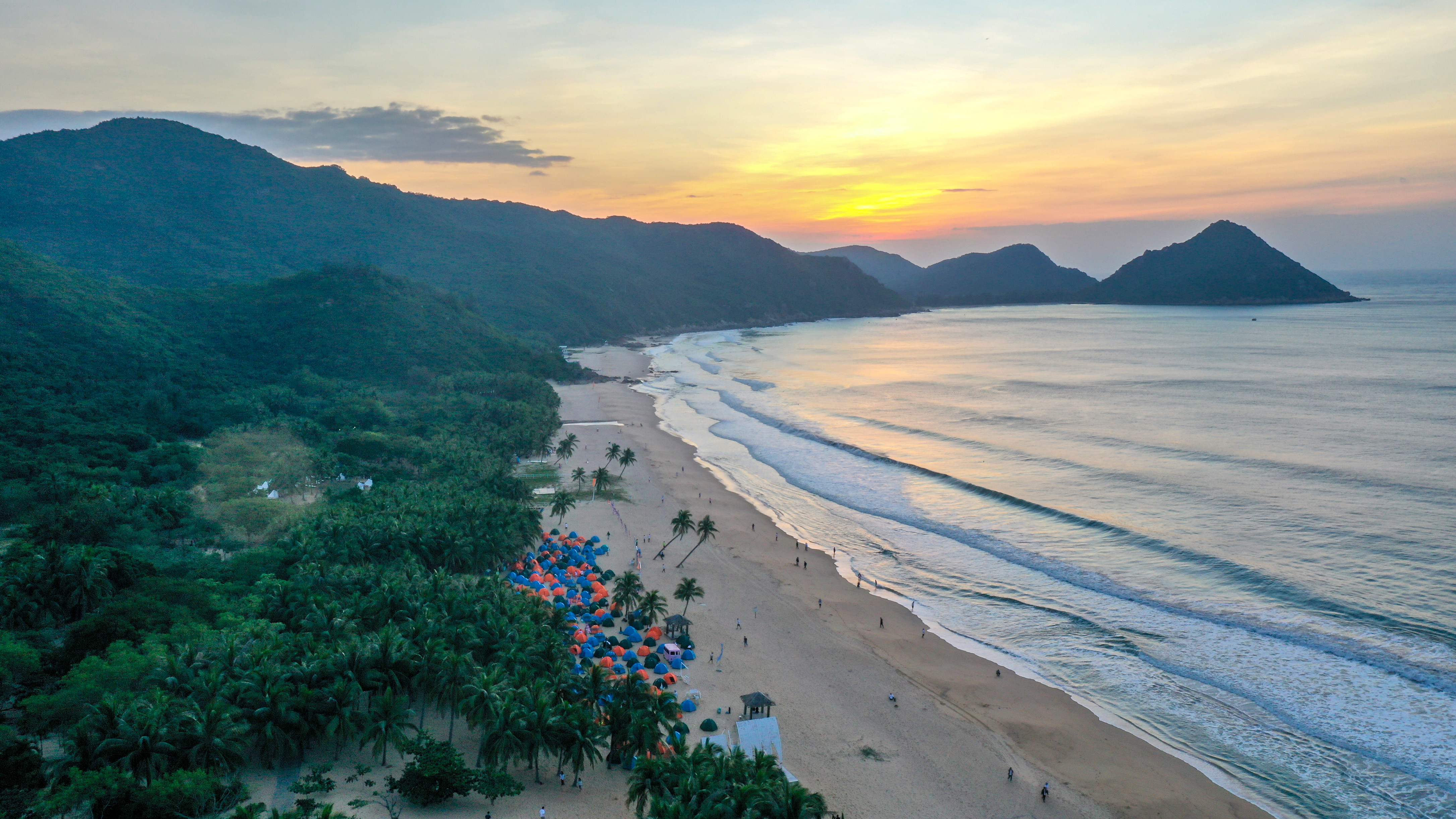
南湾猴岛生态旅游区呆呆岛海滩日出。

南湾猴岛又稱南湾猴岛生态旅游景区、陵水南湾猴岛生态景区、南湾猴岛自然保护区，是中華人民共和國海南省陵水县南湾半岛上的一個景區，也是一個猕猴自然保护区和国家AAAA级景区。总面积为10.2平方公里，平均海拔150米。南湾猴岛上的森林覆盖率达95%，該區域有阔叶林和灌木丛林以及近1500只猕猴。
南湾猕猴自然保护区保护区共有植物400多种，森林覆盖率达95%，哺乳动物15种，鸟类57种，两栖爬行类17种。自建立猕猴保护区后，南湾半岛上的猕猴數目从1965年的100多只发展到现在的1500多只。岛上除猕猴外，还有水鹿、豹猫、水獭、穿山甲等近20种動物；鸟类有海南鹧鸪、戴胜等近30种；爬虫类有蟒蛇、蜥蜴等。

## 外部連結
- 官方网站